# Sovietwave
Sovietwave é um gênero musical relacionado ao Synth-pop que apareceu em vários estados pós-soviéticos, principalmente na Rússia . É caracterizada por temas feitos ou relacionados á União Soviética e faz parte do fenômeno chamado nostalgia Soviética . 

A Sovietwave é bastante parecida com os gêneros musicais Retrowave  e Synthwave com a diferença de que as musicas sovietwave trazem um "sentimento" de evolução tecnológica,futurista,muito empregado na época da união soviética.